# هارولد بلوم (كاتب)
هارولد بلوم (بالإنجليزية: Harold Bloom)‏ هو ناقد أدبي وصحفي وبروفيسور وكاتب أمريكي، ولد في 11 يوليو 1930 في نيويورك في الولايات المتحدة.

## مؤلفات مترجمة للغة العربية
| الكتاب                                     | المترجم       | التاريخ | المصدر |
| ------------------------------------------ | ------------- | ------- | ------ |
| خريطة للقراءة الضالة                       | عابد إسماعيل  | 2000    | [ 9 ]  |
| فن قراءة الشعر                             | باسل المسالمه | 2009    |        |
| كيف نقرأ ولماذا؟                           | نسيم مجلي     | 2010    |        |
| قلق التأثر: نظرية في الشعر                 | عابد إسماعيل  | 2019    | [ 10 ] |
| التقليد الأدبي الغربي: مدرسة العصور وكتبها | عابد إسماعيل  | 2021    |        |
| شكسبير: ابتكار الشخصية الإنسانية           | محمد عناني    | 2021    | [ 11 ] |

## وصلات خارجية
- الموقع الرسمي
- هارولد بلوم على موقع الموسوعة البريطانية (الإنجليزية)
- هارولد بلوم على موقع مونزينجر (الألمانية)
- هارولد بلوم على موقع إن إن دي بي (الإنجليزية)